# 鷺江駅
鷺江駅（ろこう-えき）は、中華人民共和国広東省広州市海珠区に位置する広州地下鉄8号線の駅。
2010年9月25日より、文化公園駅 - 暁港駅間が8号線として開通し、暁港駅 - 万勝囲駅間も8号線の路線となる。このため、2号線の江南西駅 - 万勝囲駅間は廃止され、それと同時に江南西駅 - 昌崗駅 - 広州新客駅間が開通した。

## 利用可能な鉄道路線
- 広州市地下鉄道総合公司
  - 8号線

## 駅周辺
- 嶺南口腔専科門診
- 省衛生検疫中心
- 広州海事法庭
- 中国科学院南海海洋研究所
- 広州市電器科学研究所
- 新海医院
- 広州経済管理幹部学院
- 広東軽工職業技術学院
- 広州海員医院
- 広東省疾病予防控制中心

## 歴史
- 2003年6月28日 - 開業。

## 隣の駅
■広州地下鉄8号線
客村駅 - 鷺江駅 - 中大駅